# Бугунта
Бугунта (в верховье Большая Бугунта; устар. Боргуста) — река в Ставропольском крае России, на небольшом участке верховий заходит на территорию Карачаево-Черкесии. Левый приток Подкумка (бассейн Кумы).
Исток реки Бугунта находится на северном склоне хребта Боргустан. Длина — 43 км. Водосборная площадь — 160 км². Впадает в Подкумок на территории города Ессентуки.

## Укрепление русла

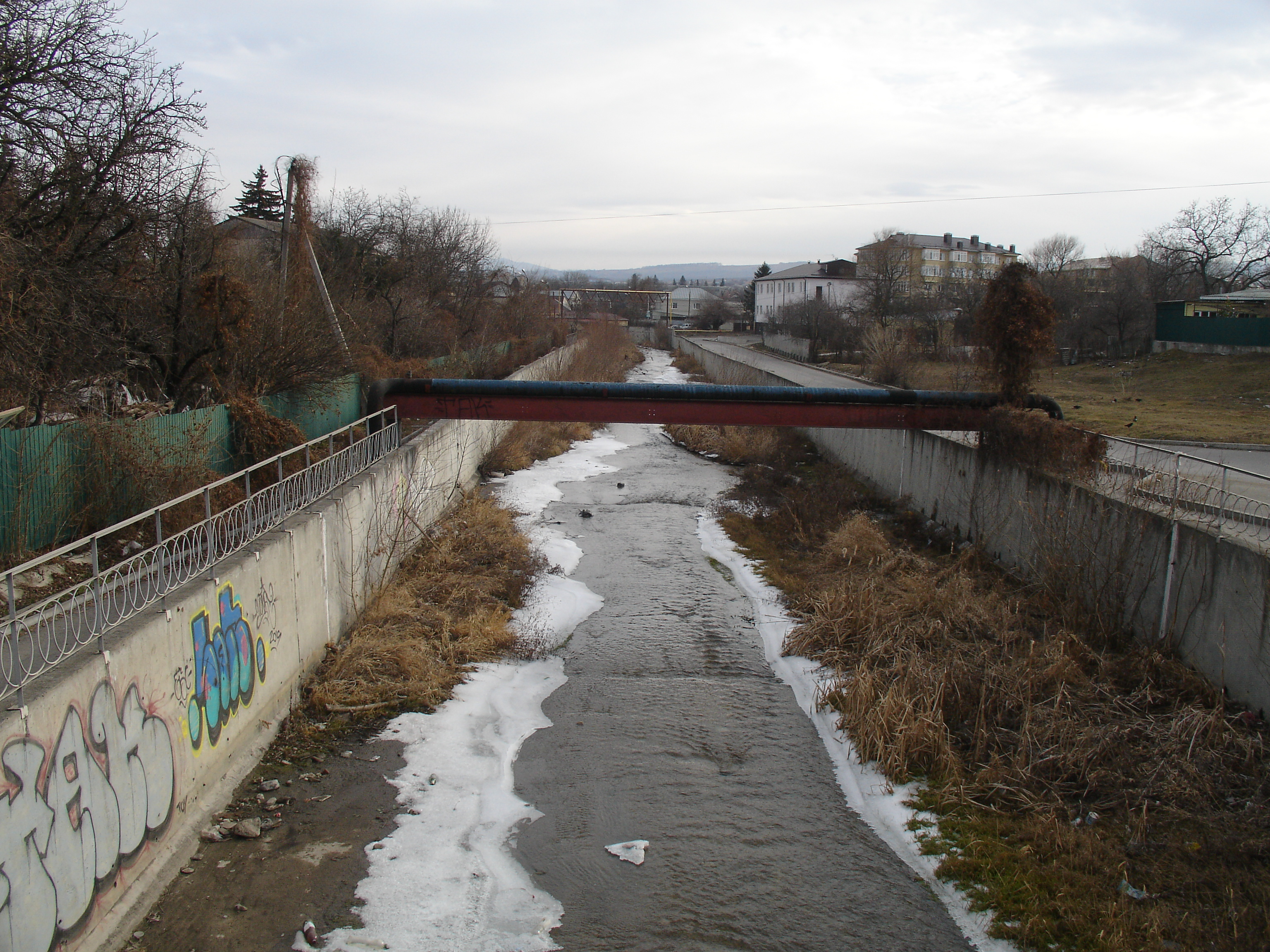
Бугунта в бетонном канале. Вид с ул. Октябрьская

После разрушительного наводнения 2002 года, когда разлившаяся Бугунта затопила центральную часть Ессентуков, было решено реку заключить в бетонный лоток. Строительство ведётся с 2006 года, ориентировочные сроки окончания — 2013 год. Но на окончание 2014 года лоток так и не сделан. Предстоит построить водопроводящий железобетонный лоток от объездной дороги и до впадения реки в Подкумок. Протяжённость — почти пять километров, ширина — 12,5 метра, глубина — 2,6 метра. Параллельно его берегам планируется проложить по девять с лишним километров дренажного коллектора и ливнеприемного кювета. С одной стороны лотка предусмотрен пешеходный тротуар, с другой — автомобильная дорога. Берега железобетонного русла Бугунты соединят восемь автомобильных и 13 пешеходных мостов. Общая стоимость работ около 1,5 млрд рублей.

## Исторические сведения
В 1825 году по Высочайшему повелению на реке Бугунта в 3,5 км к северо-востоку от бывшего Ессентукского поста была основана Ессентукская станица, в одно время «с Кисловодскою, Боргустанскою, Горячеводскою — для прочного составления границ и ограждения Кавказских жителей», — как сказано в приказе генерала Ермолова от 14 марта.
Вот как описано это событие в книге И. Попко «Терские казаки со стародавних времен. Гребенское войско» (Спб; 1880): «…из Александровской станицы выведено было в 1825 году 385 семейств, и из этого числа 100 семей поселились на Подкумке, у крепости Кисловодской, где образовалась станица Кисловодская, 50 семей положили начало ст. Боргустанской, …и 235 семей основали на р. Бугунте станицу Ессентукскую».
Центр станицы Ессентукской располагался в полутора километрах от устья р. Бугунта на её правом берегу, там, где сейчас находится старая станичная Николаевская церковь города Ессентуки.